# Ingrid Klimke
Ingrid Klimke (Münster, 1968. április 1. –) olimpiai bajnok német sportolónő, lovastusázó.
Édesapja a konzervatív politikus és hatszoros olimpiai bajnok Reiner Klimke. Ingrid Klimke Sleep Late, Robinson's Concord, Abraxxas és Windfall nevű lovaival több német bajnoki címet gyűjtött be. Lovastusában 1999-ben, 2000-ben és 2001-ben német bajnok, 1993-ban és 2004-ben német bajnoki harmadik helyezést ért el. Tagja volt a német lovastusa válogatottnak a 2000-es sidney-i és a 2004-es athéni olimpiákon, mindkétszer csapatával együtt a negyedik helyen végzett. Legnagyobb sikere, hogy a 2008-as pekingi olimpián Hinrich Romeike, Frank Ostholt, Andreas Dibowski és Peter Thomsen társaként a lovastusa csapatversenyében olimpiai bajnoki címet szerzett. 2012-ben szintén tagja volt az olimpiai bajnok csapatnak, 2016-ban pedig ezüstérmet nyert.

## Fordítás
- Ez a szócikk részben vagy egészben az Ingrid Klimke című német Wikipédia-szócikk ezen változatának fordításán alapul.  Az eredeti cikk szerkesztőit annak laptörténete sorolja fel. Ez a jelzés csupán a megfogalmazás eredetét és a szerzői jogokat jelzi, nem szolgál a cikkben szereplő információk forrásmegjelöléseként.